# Parfläckig vargspindel
Parfläckig vargspindel (Alopecosa inquilina) är en spindelart som först beskrevs av Carl Alexander Clerck 1757.  Parfläckig vargspindel ingår i släktet Alopecosa och familjen vargspindlar. Arten är reproducerande i Sverige. Inga underarter finns listade i Catalogue of Life.